# Vokal – Instrumental – International
Vokal – Instrumental – International (auch V. I. I.) war eine Jazzsendung im Programm Ö3 des Österreichischen Rundfunks (ORF). Sie wurde vom Programmstart 1967 bis Ende 1987 (in mehr als 3000 Folgen) ausgestrahlt.

## Geschichte
Der Titel Vokal – Instrumental – International,  konzipiert vom damaligen Hörfunkdirektor Alfred Hartner, war eine Ö3-Sendung der ersten Stunde; sie wurde zunächst montags bis samstags zwischen 10 Uhr 05 und 11 Uhr ausgestrahlt, V. I. I. war erstmals am 2. Oktober 1967 zu hören. Bis Ende 1971 wurde die Sendung  alternierend von mehreren Moderatoren präsentiert: Annemarie Berté, Peter Machac, Hermann Egger und Walter Richard Langer. 
Ab 1972 war Langer alleiniger Gestalter und Moderator der Sendung. Sie wurde weiterhin ausgestrahlt, allerdings nur mehr dreimal wöchentlich: Dienstag, Donnerstag und Samstag (die Sendungen vom Dienstag und Donnerstag wurden zwischen 1972 und 1974 am Folgetag zwischen 16 Uhr 03 und 17 Uhr wiederholt). 1973 führte ein Streit zwischen Langer und Hartner beinahe zu einem Ende der Sendung. V. I. I. blieb jedoch im Programm, nachdem einige Tageszeitungen über die drohende Absetzung der Sendung berichteten. 1976, während der Olympischen Winterspiele in Innsbruck, während derer Ö3 aus der Tiroler Landeshauptstadt sendete, pausierte die Jazzsendung.
Massive Änderungen für Vokal – Instrumental – International brachte das Ö3-Programmschema von 1981. Der Samstagstermin blieb zwar unverändert, die Sendungen an Dienstagen und Donnerstagen wurden jedoch in den Abend verlegt. Sie waren nun Teil der neuen Ö3-Jazzleiste, die Montag bis Donnerstag zwischen 21 Uhr 05 und 21 Uhr 55 ausgestrahlt wurde, behielten jedoch vorerst den Namen V. I. I. und die Kennmelodie.
1984 wurde die Ö3-Jazzleiste abermals geändert, mit eigener, einheitlicher Kennmelodie (Ö3-Jazzhaus) versehen und zeitlich halbiert. Eine Sendung mit dem Titel V. I. I. gab es von nun an nur mehr an Samstagen. Dieser Termin erwies sich aber als zunehmend problematisch, weil die Sendungen im Winter immer wieder durch Sportübertragungen unterbrochen wurden. In den Schulferien wurde Vokal – Instrumental – International durch „Radio Holiday“ ersetzt. Ende 1987 wurde V. I. I., durchaus im Sinne des Moderators, in „Keep Swinging“ umbenannt und auf Sonntag 16 Uhr 05 bis 17 Uhr verlegt. Nach nur wenigen Folgen unter diesem Titel kam es zu Unstimmigkeiten zwischen Langer und Ö3-Programmchef Dieter Dorner bezüglich der Musikauswahl. Langer wurde die Sendung zunächst entzogen und (nach einem kurzen Versuch, sie als Laufbandsendung, also ohne Moderation, weiterzuführen) schließlich eingestellt.

## Inhalte
Als Walter Richard Langer 1972 zum alleinigen Gestalter und Moderator von V. I. I. avancierte, änderte er die Kennmelodie. Er entschied sich für „On the Sunny Side of the Street“ in der Version von  Tommy Dorsey and the Sentimentalists (aufgenommen 1945). Ab dieser Zeit erhielt die Sendung auch ihre jahrelang unveränderte inhaltliche Struktur: An Dienstagen wurden neu erschienene Platten vorgestellt, an Donnerstagen wurde moderner Jazz bzw. ein Künstlerporträt, an Samstagen traditioneller Jazz gespielt. In den Sommermonaten standen die Dienstage im Zeichen eines mehrteiligen Künstlerporträts. Zwischen 1974 und 1975 brachte V. I. I. jeden letzten Samstag im Monat eine Folge eines ausführlichen Porträts von Duke Ellington. Ab 1978 lud Langer gelegentlich, ebenfalls meist am letzten Samstag des Monats, Plattensammler als Gäste ins Ö3-Studio ein. 
Langer bezeichnete V. I. I. nicht als Jazzsendung, sondern als gehobene Unterhaltungssendung. Entscheidend war für ihn dabei die Qualität der ausgewählten Stücke, die er meistens in Bezug zu bestimmten Ereignissen am Rande der Musikszene brachte. Auch Neuerscheinungen der Avantgarde aus den dem Jazz verwandten Genres, wie z. B. Jazz Fusion, wurden dabei berücksichtigt. Zuweilen spielte er Musikstücke, die nicht unbedingt mit Jazz assoziiert werden, zum Beispiel mazedonische Volksmusik, aber auch frühen Austropop (Wolfgang Ambros, Georg Danzer). Er dokumentierte Experimente von Jazzmusikern (etwa Keith Jarrett mit seinem 1976er-Doppelalbum Hymns, Spheres, das an der Orgel der Benediktinerabtei Ottobeuren eingespielt wurde) ebenso wie die Jazz-Versuche von Interpretinnen wie Marianne Mendt oder Gitte Haenning.
Am 16. Oktober 1975 feierte Langer seine 1000. V. I. I.-Sendung. Im Musikprogramm fand sich als besondere Spezialität der Titel „My Baby Just Cares For Me“, interpretiert von einem gewissen Donald Young. Hinter diesem Pseudonym verbarg sich kein Geringerer als Langer selbst! Er hatte den Titel einige Jahre zuvor zu einer Playback-Begleitung des Nelson Riddle Orchestra (vom Album „Sing A Song With Riddle“, 1959) gesungen; die Bandaufnahme wurde heimlich im Ö3-Archiv platziert und jahrelang unbemerkt in Ö3-Sendungen wie „Evergreen“ ausgestrahlt.
Beendet wurde die Sendung vom Moderator (fast immer) mit den Worten: „Danke fürs Zuhören, auf Wiederhören und – Keep Swinging!“

## Vokal – Instrumental – International
Mehrere deutsche Radiosender haben V. I. I. zeitweilig übernommen: SDR, NDR, RIAS Berlin (zuweilen unter dem Titel „Keep Swinging“).

## „V.I.I. fürs Fernsehen“
Der Erfolg des Programms führte auch dazu, dass der ORF eine Fernsehsendung produzierte, die ebenfalls von Langer moderiert wurde. Der Moderator erzählte, der damalige Programmintendant Gerhard Weis habe ihn wörtlich beauftragt, „ein V. I. I. fürs Fernsehen“ zu machen. Die Sendung erhielt den  Titel „Bourbon Street“. Zwischen 1975 und 1979 wurden 35 Folgen ausgestrahlt.